# Krystal Meyers
Krystal Meyers, född Krystal Nicole Meyers 31 juli 1988 i Orange County, Kalifornien, är en amerikansk sångerska och låtskrivare. Med hennes låttexter som helt och hållet behandlar hennes relation till Jesus, har hon kommit att klassats som kristen rock. Ljudmässigt lutar musiken dock mer åt poprock-hållet och kan jämföras med artister som Ashlee Simpson och Avril Lavigne.
Meyers självbetitlade debutalbum, Krystal Meyers, släpptes på den amerikanska marknaden den 7 juni 2005 på skivbolaget Essential Records, som snabbt följdes upp av Dying for a Heart den 19 september året därpå. Båda albumen producerades av Ian Eskelin och fick 4 av 5 i betyg av musiksajten Allmusic. Den 9 september 2009 släpptes hennes tredje album, Make Some Noise, som till skillnad från de tidigare albumen hade mer inslag av electropop. Albumet var den här gången producerat av Adam Smith.

## Meyers relation till kristendomen
"Jag visste att jag skulle hålla på med musik ända sedan dagen jag kunde prata", säger hon. "En kvinna i vår församling berättade för min mamma; Din dotter kommer att resa världen runt och bli missionär. Det är just vad det är-ett missionsfält och musiken är utloppet... Min tro betyder allt för mig", säger hon. "Det är vem jag är. Det är grunden för allt jag gör. Jesus Kristus är allt. Han har gett mig frid och glädje som är så overkligt att jag bara måste sjunga om det. Det kommer ut i min musik. Jag måste dela vad jag tror! ...Jag vill att Gud ska tala genom min musik. Så jag gick tillbaka och bad om det. Jag överlämnade hela skrivprocessen till Gud."
Krystal säger att då endast en procent av de hundra miljoner japaner är kristna, "eftersom det är det förhållandet, känns det verkligen som en bransch med ett uppdrag."

## Diskografi
Samtliga skivor är utgivna på Essential Records

### Album
- 2005 – Krystal Meyers
- 2006 – Dying for a Heart
- 2008 – Make Some Noise

### Singlar
- 2005 – "The Way to Begin"
- 2005 – "Anticonformity"
- 2005 – "Fire"
- 2005 – "My Savior"
- 2006 – "Collide"
- 2006 – "Beauty of Grace"
- 2007 – "Together"
- 2007 – "Hallelujah"
- 2008 – "Make Some Noise"
- 2008 – "Shine"
- 2008 – "My Freedom"
- 2008 – "Beautiful Tonight"
- 2008 – "Love It Away"